# Inocenc VIII.
Inocenc VIII. (1432 Janov – 25. července 1492 Řím), vlastním jménem Giovanni Battista Cybo, byl papežem v letech 1484 až 1492.

## Život
Od mládí Inocenc žil v Neapoli, kde jeho otec pracoval jako městský úředník, ale mnohem více se cítil být Janovanem. Roku 1467 byl Giovanni Battista Cybo jmenován biskupem v Savoně, roku 1472 v Molfettě; roku 1473 získal kardinálský klobouk. V dalších letech působil jako legát, kdy navštívil Německo a Uhry v roce 1480 a Sienu v roce 1483. Roku 1484 si zajistil papežskou volbu tím, že noc před vlastní volbou podplatil ostatní kardinály.[zdroj?] Tato volba, ke které došlo 29. srpna 1484, byla obecně považována za simonii. Papežská politika jeho předchůdce Sixta IV. počítala s tím, že se papežem stane Giuliano della Rovere, synovec Sixta IV., který se později stal papežem (Julius II.).
Jako papež byl Inocenc VIII. velmi slabý, nestálý a závislý na mínění druhých. Během svého pontifikátu měl i výrazné finanční problémy; neváhal dát do zástavy ani papežskou mitru a tiáru. Měl marnivý život (známý je jeho výrok: „Když už jsme jednou papežem, tak si to pořádně užijme.“).
Podporoval široce inkvizici a ve své nechvalně proslulé bule Summis desiderantes affectibus (1484) podpořil čarodějné procesy, které pořádali v Německu Heinrich Kramer a Jakob Sprenger, autoři knihy Malleus maleficarum (Kladivo na čarodějnice). Tato bula je prvním církevním dokumentem, v nímž je s čarodějnictvím nakládáno nikoli jako s pověrou, ale se skutečností. Bula měla dalekosáhlý vliv na prudký rozmach čarodějnických procesů, který vrcholil v následujícím století. V roce 1487 jmenoval Tomáse de Torquemadu velkým inkvizitorem Španělska.
Inocenc VIII. měl politické spory s neapolským králem Ferrantem, který mu odpíral lenní závislost. Vojensky byl však neschopný, navíc jej nepodpořil francouzský král Karel VIII. V srpnu 1486 proto musel s Neapolí uzavřít příměří, které ovšem neapolský král brzy porušil. Nově vypuklou válku roku 1492 mohl ukončit dvojím sňatkem – svého syna Francesca Cyba, neschopného hráče a pijana, s Magdalenou Medicejskou jeho vnučky s Ferrantovým strýcem.
Dne 31. prosince 1487 vydal apoštolskou konstituci nazvanou Non debet reprehensibile, jíž byl ustanoven Apoštolský sekretariát. Zpočátku ho tvořilo 24 apoštolských sekretářů, z nichž jednomu, nazvanému „Secretarius domesticus“, byla svěřena předsednická funkce.
Inocenc VIII. po sobě zanechal mnoho dětí (populární dobové dvojverší jej nazývá „otcem Říma“), jeho vláda je také charakterizována značným nepotismem:
Octo Nocens pueros genuit, totidemque puellas;
Hunc merito poterit dicere Roma patrem.
Osm Vinný kloučků porodil, stejně tak i holek, 
tak jej Řím poprávu mohl nazvat otcem.